# Santa Eufemia de Monte
Monte (llamada oficialmente Santa Eufemia do Monte) es una parroquia española del municipio de Toques, en la provincia de La Coruña, Galicia.

## Otra denominación
La parroquia también se denomina Santa Eufemia de Monte.

## Entidades de población
Entidades de población que forman parte de la parroquia:
- A Iglesia (A Igrexa)
- A Tarroeira
- Cardal
- Casarellos (Os Casarellos)
- Franqueán
- O Rubial
- Outeiro (O Outeiro)
- Quintá (A Quintá)
- Saburín

## Demografía
| Gráfica de evolución demográfica de Monte entre 2000 y 2019 |
|                                                             |
| Datos según el nomenclátor publicado por el INE.            |